# Мишел Петрућијани
Мишел Петрућијани (фр. Michel Petrucciani; Оранж, 28. децембар 1962 - Њујорк, 6. јануар 1999) био је француски џез пијаниста. Од рођења је боловао од болести кртих костију, генетског обољења које узрокује ломљиве кости и у његовом случају, мали раст. Постао је један од најуспешнијих џез пијаниста своје генерације, упркос томе што је имао сталне болове у рукама. Био је први француски џезер са уговором легендарне фирме Blue Note, а потом најуспешнији ексклузивац париског независног издавача Dreyfus Jazz. Умро је у 36. години, у јануару 1999. године у Њујорку.

## Биографија

### Ране године
Мишел Петрућијани рођен је у италијанско-француској породици музичара (његов деда је био из Напуља). Његов отац Тони и брат Филип свирали су гитару, а брат Луис свирао је бас. 
Мишел је рођен са болешћу кртих костију (Osteogenesis imperfecta), што је генетска болест која узрокује ломљиве кости и у његовом случају, мали раст. Такође се често повезује и са плућним болестима. Пре него што је достигао адолесценцију болест је проузроковала ломове костију преко 100 пута и проузроковала му је болове током целог живота. На почетку каријере отац и брат су морали повремено да га носе, јер није могао дуго сам да хода. Своју инвалидност сматрао је извесном предношћу, пошто је био ослобођен активности које би га ометале, попут спорта у који су били укључени други дечаци. У једном интервјуу наговештава да му је инвалидност била од помоћи и у другим аспектима живота: "Понекад мислим да ме је неко горе спасио од тога да будем обичан."
Као врло млад Мишел је на телевизији видео Дјука Елингтона и пожелео је да постане пијаниста попут њега. Кад је имао четири године отац му је купио играчку клавир, али га је Мишел разбио играчком чекићем. Убрзо након тога отац му је купио прави клавир.
Петрућијани је од малена био музикалан, наводно је певушио мелодије Веса Монтгомерија још у време када је проговорио. Класични клавир почео је да учи са четири године, а са породицом је свирао од девете године. Музичар за кога би се могло рећи да је највише утицао на Петрућијанија био је Бил Еванс, кога је почео да слуша око десете године. Петрућијанијеве слојевите хармоније, лирски стил и артикулација мелодије одувек су били под јаким утицајем овог раног искуства.

### Музичка каријера у Паризу
Петрућијани је свој први професионални концерт одржао са 13 година. У овом периоду живота још увек је био прилично крхак и морали су га носи до клавира и назад. Руке су му биле просечне дужине, али његов мали раст захтевао је помагала, како би могао дохватити педале клавира. 
Петрућијани је желео да оде у Париз како би започео своју музичку каријеру, али му је било тешко да напусти породицу. Његов отац био је заштитнички настројен, непрестано забринут за синовљево здравље и нерадо га је доводио у било какву опасност. Ипак, са петнаест година први пут је стигао у Париз, где је свирао са познатим музичарима, Што је већ тада, са 15 година, од њега створило звезду. Наступ којим се пробио на музичку сцену догодио се на Клијукла џез фестивалу. На концерту трубача Кларка Терија недостајао пијаниста. Када је Петрућијани изведен на позорницу, Тери је помислио је да је то шала - млади пијаниста није био висок више од једног метра. Петрућијани је запањио све присутне својим огромним талентом и виртуозношћу. Овај први боравак у Паризу донео му је бројна искуства и утицало на његов развој, како професионални, тако и лични.
После овог првог боравка у Паризу, Петрућијани се накратко вратио кући, пре него што је започео професионални живот. Живећи са бубњаром Романом, био је ослобођен очевог заштитног присуства. Почео је да ужива у самосталном животу и започео снимање за музичку кућу Owl Records. Међутим, ни са Романом се Петрућијани није осећао сасвим слободно, поново због заштитничког става, па је одлучио да оде у Калифорнију.

### Музичка каријера од пресељења у САД
У Калифорнију је стигао 1982. године. Посетио је пензионисаног саксофонисту Чарлса Лојда, који се, после неколико година преживљавања у поп водама (The Beach Boys), био потпуно повукао са музичке сцене. Чувши како Петрућијани свира, Лојд је био толико надахнут да је пристао да пође с њим на турнеју. Њихова турнеја Западном обалом постигла је огроман успех, па су наставили са међународном турнејом. На наступу на Џез фестивалу у Монтреу Петрућијани и Лојд снимили су албум, а исте године су освојили и престижну награду Prix d'Excellence '82. Петрућијани није изражавао претерано одушевљење због награда, вјерујући да их добија делом и зато што су људи веровали да ће умрети млад.
Петрућијани се преселио у Њујорк 1984. године и тамо је провео остатак живота. То је био најпродуктивнији период у његовој каријери. Снимао је с Вејном Шортером и Џимом Холом, продуцирајући трио албум Power of Three. Године је 1986. Петрућијани је снимио лајв албум са Вејном Шортером и Џимом Холом. Свирао је и са другим великанима америчке џез сцене, укључујући и Дизија Гилеспија. Ипак, један од приоритета били су му соло наступи, па је тражио од свог агента да на годину дана откаже наступе са тријом и од фебруара 1993. почео да наступа на солистичким концертима.

## Лични живот
Петрућијани је имао пет значајних интимних веза: брак са Ерлиндом Монтано, везу са Еугениом Морисон и Мари-Лор Руперт, брак са италијанском пијанисткињом Ђилдом Бутом, који је трајао три месеца и завршио разводом) и везу са Изабел Мили, која је умрла 2005. и сахрањена је поред њега, у истој гробници. У вези са Мари-Лор Руперт је добио сина Алекандра који је наслиједио његову болест. Осим Александра, Петрућијани је за собом оставио још једног сина, а имао је и посинка.
Крајем 90-их Петрућијанијев животни стил постао је пренапоран. Имао је више од 100 наступа годишње, а 1998. године, годину дана пред смрти, наступио је чак 140 пута. Постао је превише слаб да користи штаке и морао је прибећи инвалидским колицима. Не само да је снимао албуме и свирао на концертима, већ је често гостовао и на телевизији, дајући интервјуе. Касније се сазнало да је често конзумирао и жестока пића.
Петрућијани је умро од плућне инфекције недељу дана после свог 36. рођендана. Сахрањен је на гробљу Пер Лашез у Паризу, једно гробно место удаљен од Фредерика Шопена.

## Личност и музички стил
Чини се да је болест увелико допринела развоју Петрућијанијеве личности и његовом стилу свирања. Иако је био у скоро сталним физичким боловима, био је познат по својој веселој, разиграној, чак каваљерској личности. 
Иако је у својим адолесцентским годинама често испољавао ароганцију и био велики женскарош, најважнија карактеристика Петрућијанијеве личности је његово самопоуздање. Није се устручавао ни од шаљивих коментара на свој рачун. Према својој болести односио се са пуно оптимизма, али је био свестан потенцијалних опасности и ризика које она носи. Живео је "пуним плућима", а само недељу дана пре него што ће умрети од плућне инфекције, читаву ноћ је славио нову годину са пријатељима. Оно што је инспиративно ипак јесте његов поглед на живот, његова виталност, хумор и ентузијазам који превладавају сва његова физичка ограничења.
Стилски гледано, Петрућијани се најчешће успоређује са Билом Евансом и Китом Џаретом, због своје лиричности, а са Оскаром Петерсоном због виртуозности. Његово извођење је често било прилично драматично. Критичари га оптужују за превише повлађивања публици, понекад одбацујући његову музику као превише приступачну.

## Дискографија

### Као лидер
- Flash (Bingow, 1980)** Michel Petrucciani (Owl, 1981)
- Date with Time (Celluloid, 1981)
- Estate (IRD, 1982)
- Darn that Dream (Celluloid, 1982)
- Toot Sweet (Owl, 1982) with Lee Konitz
- Oracle's Destiny (Owl, 1982 [1983])
- 100 Hearts (Concord/The George Wein Collection, 1983 [1984])
- Live at the Village Vanguard (Concord, 1984 [1985]) Live
- Note'n Notes (Owl, 1984)
- Cold Blues (Owl, 1985)
- Pianism (Blue Note, 1985)
- Power of Three (Blue Note, 1986) Live with Wayne Shorter and Jim Hall
- Michel plays Petrucciani (Blue Note, 1987)
- Music (Blue Note, 1989)
- Conversations With Michel (Go Jazz, 1988, 1989 [2000]) with Bob Malach
- The Manhattan Project (1990) with Wayne Shorter, Stanley Clarke, Lenny White, Gil Goldstein and Pete Levin
- Playground (Blue Note, 1991)
- Live (Blue Note, 1991) Live
- Promenade with Duke (Blue Note, 1992)
- Conversation (Dreyfus, 1992) with Tony Petrucciani
- Marvellous (Dreyfus, 1994)
- Michel Petrucciani & NHOP (Live) (Dreyfus, 1994 [2009], 2CD) Live
- Conference De Presse (with Eddy Louiss) (Dreyfus, 1994)
- Dreyfus Night in Paris (Dreyfus, 1994 [2004]) Live with Marcus Miller, Biréli Lagrène, Kenny Garrett and Lenny White
- Au Theatre Des Champs-Élysées (Dreyfus, 1994) Solo live
- Flamingo (Dreyfus, 1995 [1996]) with Stéphane Grappelli
- Michel Petrucciani (Dreyfus, 1996)
- Both Worlds (Dreyfus, 1997)
- Solo Live in Germany (1997 [2007])
- Trio in Tokyo (Dreyfus, 1997 [1999]) Live with Steve Gadd and Anthony Jackson
- Piano Solo - The Complete Concert In Germany (Dreyfus, 2007)

### Компилације
- Days of Wine and Roses (1981-85) (Owl, 2CD)
- The Complete Recordings Of Michel Petrucciani -  The Blue Note Years 1986-1994 (Blue Note, 1998)
- Concerts Inedits (Dreyfus, 3CD)
- So What: Best of Michel Petrucciani (Dreyfus)
- Both Worlds Live North Sea Jazz Festival (Dreyfus, 2CD)

### Као сајдмен
Са Чарлсом Лојдом
- Montreux 82 (Elektra/Musician, 1982 [1983])
- A Night in Copenhagen (Blue Note, 1983 [1985])
- One Night with Blue Note Volume 4 (Blue Note, 1985)

Са Јоом Лованом
- From the Soul (Blue Note, 1991 [1992])

## Почасти
- Године 1994. у Паризу му је додељен Национални орден Легије части.
- У 18. арондисману у Паризу постоји Трг Мишела Петрућијанија, на коме је постављен мозаик клавира, рад уметника Едуарда Детмера.
- Дана 12. фебруара 2009. француски музички канал Mezzo емитовао је посебну емисију, одајући почаст Петрућијанију на 10-годишњицу његове смрти.
- Француски гитариста Патрик Ронда свој албум "На ивици" посветио је Петрућијанију. Петрућијани је на овом албуму снимио клавирски соло "Зашто радиш такве ствари?", а албум је објављен исте године када је умро.
- На џез албуму "Кудос", финске групе Трио Тјкат  посвећена му је композиција "Валцер за Мишела Петрућијанија".
- Француски џез пијаниста Кристијан Жакоб, као својеврсну почаст, на свом лбуму "Противречности" интерпретирао је једанаест Петрућијанијевих композиција.[15]
- Године 2012. снимљен је албум "Једноставно чудесно (Прослава музике Мишела Петрућијанија)", са девет од најпопуларнијих Петрућијаниијевих композиција.
- Италијански џез пијаниста Нико Марцилијано посветио је Петрућијанију своју композицију "За Мајка П."[16]